# 鳥取銀行
株式会社鳥取銀行（とっとりぎんこう、英: THE TOTTORI BANK, LTD.）は、鳥取県を中心とした地方銀行。「とりぎん」の愛称で親しまれる。
キャッチコピーは「青い鳥の銀行です。」

## 概要

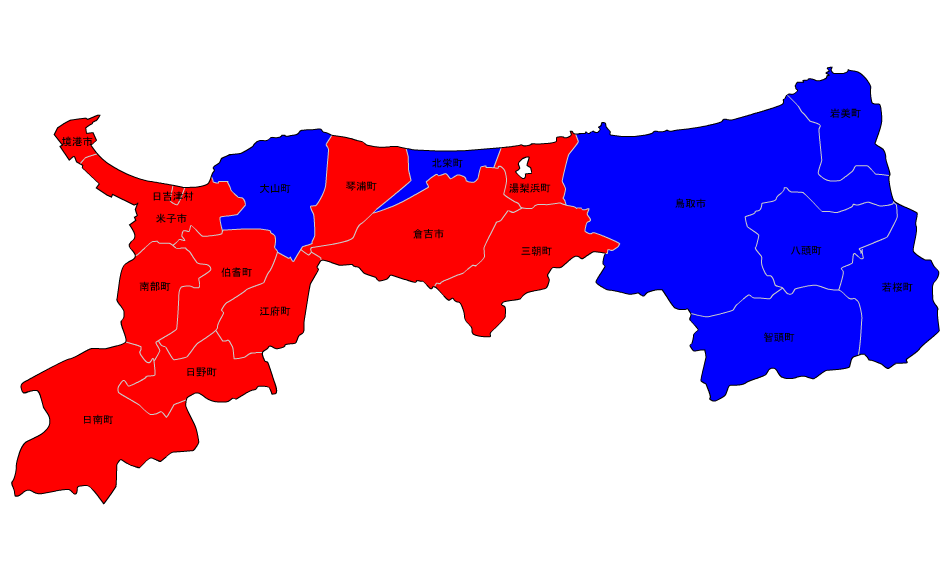
鳥取県内における指定金融機関の指定状況
（青は鳥取銀行・赤は山陰合同銀行）

会社自体は戦後の設立だが、戦後地銀の制度が施行される1年前に設立された銀行であることに加え戦前に設立された貯蓄銀行からの転換によるものであるため、その範疇には含まれない。
旧三和銀行の親密地銀であり、現在も三菱UFJ銀行が大株主であり、三菱UFJフィナンシャル・グループとの関係が深いとされる。
鳥取県の指定代理金融機関、鳥取県内7市町（鳥取市・岩美町・若桜町・智頭町・八頭町・北栄町・大山町）からは指定金融機関を受託している。
中国・四国の地方銀行で唯一、神戸市・東京都に支店を置いていない。
また、本店所在地の都市名を冠する支店として鳥取支店が設置されているが、全国的に見ても多くない。鳥取銀行鳥取支店の場合、当初の名称は智頭街道支店という店名であったが、1962年（昭和37年）に三和銀行鳥取支店を譲り受けてから鳥取支店と店名を変更した。

## 沿革
- 1899年（明治32年） ‐ 前身の鳥取融通合資会社が設立。同社は鳥取市に設立された官民合弁の金融機関。[3]
- 1903年（明治36年） ‐ 合資会社鳥取銀行に改称。[3]
- 1910年（明治43年） ‐ 1912年にかけて八頭郡に二つの支店を開設。[3]
- 1914年（大正3年） ‐ 株式会社に改組し、大正鳥取銀行へ改称。社名に大正と付けたのは、当時既に大阪府泉南郡西鳥取村（現：阪南市）に鳥取銀行という名称の銀行があったため。[3]
- 1915年 ‐ 八頭郡の河原村（現：鳥取市），賀茂村（現：八頭町），岩美郡岩井村（現：岩美町）の 3ヵ所に支店開設。[3]
- 1921年（大正10年）12月15日 - 株式会社鳥取貯蓄銀行として設立。
- 1948年（昭和23年）12月 - 普通銀行に転換、株式会社因伯銀行に商号変更。
- 1949年（昭和24年）10月1日 - 鳥取信用組合の営業を譲り受けたうえで、あらたに株式会社鳥取銀行を設立。
- 1950年（昭和25年）12月 - 収賄容疑で頭取らが逮捕、起訴[4]。
- 1961年（昭和36年）5月 - 三和銀行（現・三菱UFJ銀行）鳥取支店を営業譲受。
- 1965年（昭和40年）12月 - 大阪支店を開設。
- 1972年（昭和47年）5月 - 富士銀行（現・みずほ銀行）米子支店を営業譲受。
- 1974年（昭和49年）10月 - 鳥取県信用組合を合併。
- 1990年（平成2年）12月 - 本店を新築移転。
- 1991年（平成3年）9月から11月 - 山陰合同銀行から旧ふそう銀行の3店が譲渡される[5]。
- 1995年（平成7年）
  - 2月 - JAバンク鳥取とATM・CD相互無料提携（クロスネットサービス）を開始。
  - 7月11日 - 東京事務所開設。
- 1996年（平成8年）12月13日 - 大阪証券取引所市場第二部及び広島証券取引所に株式上場。
- 1998年（平成10年）9月1日 - 大阪証券取引所市場第一部銘柄へ指定。
- 2000年（平成12年）3月1日 - 東京証券取引所市場第一部上場。
- 2001年（平成13年）
  - 10月1日 - 郵便貯金（現・ゆうちょ銀行）とATM・CDの提携（出金・残高照会）を開始。
  - 11月1日 - 島根銀行とATM・CD相互無料提携（さんいんクロスネットサービス）を開始。
- 2002年（平成14年）
  - 4月22日 - 出雲支店を新築移転。
  - 10月21日 - 郵便貯金（現・ゆうちょ銀行）とATM・CDの提携（入金）を開始。
  - 11月5日 - 西伯代理店を新築移転。
- 2003年（平成15年）
  - 1月20日 - 名和支店を新築移転。
  - 12月15日 - 県庁前支店を新築移転。
- 2004年（平成16年）
  - 4月1日 - 鳥取大学・鳥取大学医学部附属病院・岡山大学医学部・歯学部附属病院三朝医療センター（現・岡山大学病院三朝医療センター）・国立病院機構西鳥取病院（現・国立病院機構鳥取医療センター）・国立病院機構鳥取病院（現在は鳥取医療センターへ統合）・国立病院機構米子医療センターの主取引金融機関に指定される。
  - 12月13日 - 大阪支店を新築移転。
- 2007年（平成19年）
  - 3月26日 - セブン銀行ATMの提携（入出金・残高照会）を開始。
  - 8月8日 - 三菱東京UFJ銀行（現・三菱UFJ銀行）と「環境融資等に関する業務協力協定」を締結。
  - 11月12日 - イオン銀行ATMの提携（出金・残高照会）を開始。
- 2011年（平成23年）5月29日 - 大阪証券取引所上場廃止。
- 2012年（平成24年）5月 - 勘定系システムをNTTデータ地銀共同センターへ移行[6]。
- 2014年（平成26年）6月30日 - 関連会社である鳥銀ビジネスサービスを解散。
- 2015年（平成27年）
  - 3月16日 - ネット支店であるとっとり砂丘大山支店を開設[7]。
  - 3月30日 - ローソンATMとの提携サービス開始[8]。
  - 3月31日 - 持分法適用関連会社である株式会社バンク・コンピュータ・サービスの解散を決議[9]。
- 2017年（平成29年）4月3日 - 八頭町に設立の街づくり会社「株式会社シーセブンハヤブサ」に資本参加[10]。
- 2018年（平成30年）4月1日 - 但馬銀行とATM・CDの提携（入金）を開始。

## 地域貢献活動
- 2008年（平成20年）4月1日から3年契約で、以下のスポーツ施設・文化施設の施設命名権（ネーミングライツ）を取得した。その後契約更新を繰り返し現在は2014年4月1日から2017年（平成29年）3月31日までの3年契約である。
  - 鳥取県立県民文化会館（とりぎん文化会館）
  - 鳥取市営サッカー場（とりぎんバードスタジアム）